# Lac Kahala
Pour les articles homonymes, voir Kahala.
Le lac Kahala (en estonien : Kahala järv) est un lac dans le comté de Harju en Estonie.

## Géographie
Le lac Kahala est un lac de forme circulaire situé à 5 kilomètres au nord-est de Kuusalu dans le parc national de Lahemaa dans le comté de Harju.
Le lac a une superficie de 346 hectares et à une profondeur maximale de 3 mètres.
La longueur du littoral du lac est de 8,7 kilomètres
Le lac est situé dans un bassin karstique préglaciaire, situé sur le plateau du nord de l'Estonie, à une altitude de 32,8 mètres d'altitude.
Le débit est faible, l'eau change 1,3 fois par an et s'écoule dans le ruisseau Kahala puis la rivière Loo.
Le lac est peu profond, plein de boue et de végétation, les rives sont marécageuses.
Le lac s'est séparé du lac Ancylus il y a 7 500 à 8 500 ans. Le lac est entouré principalement de terres alluviales et de pâturages, mais il y a aussi des forêts marécageuses à l'ouest et au nord-ouest.
Au bord du lac se trouve la forêt Kahala hiiemets (et) sous protection patrimoniale.
Sur les terrains alluviaux environnants, on trouve de nombreuses cistes en pierre caractéristiques de la seconde moitié du Ier millénaire, dans la zone des villages de Muuksi, Uuri, Kahala, Sõitme et Loo, entre 500 mètres et 3 kilomètres de la rive du lac.

## Galerie

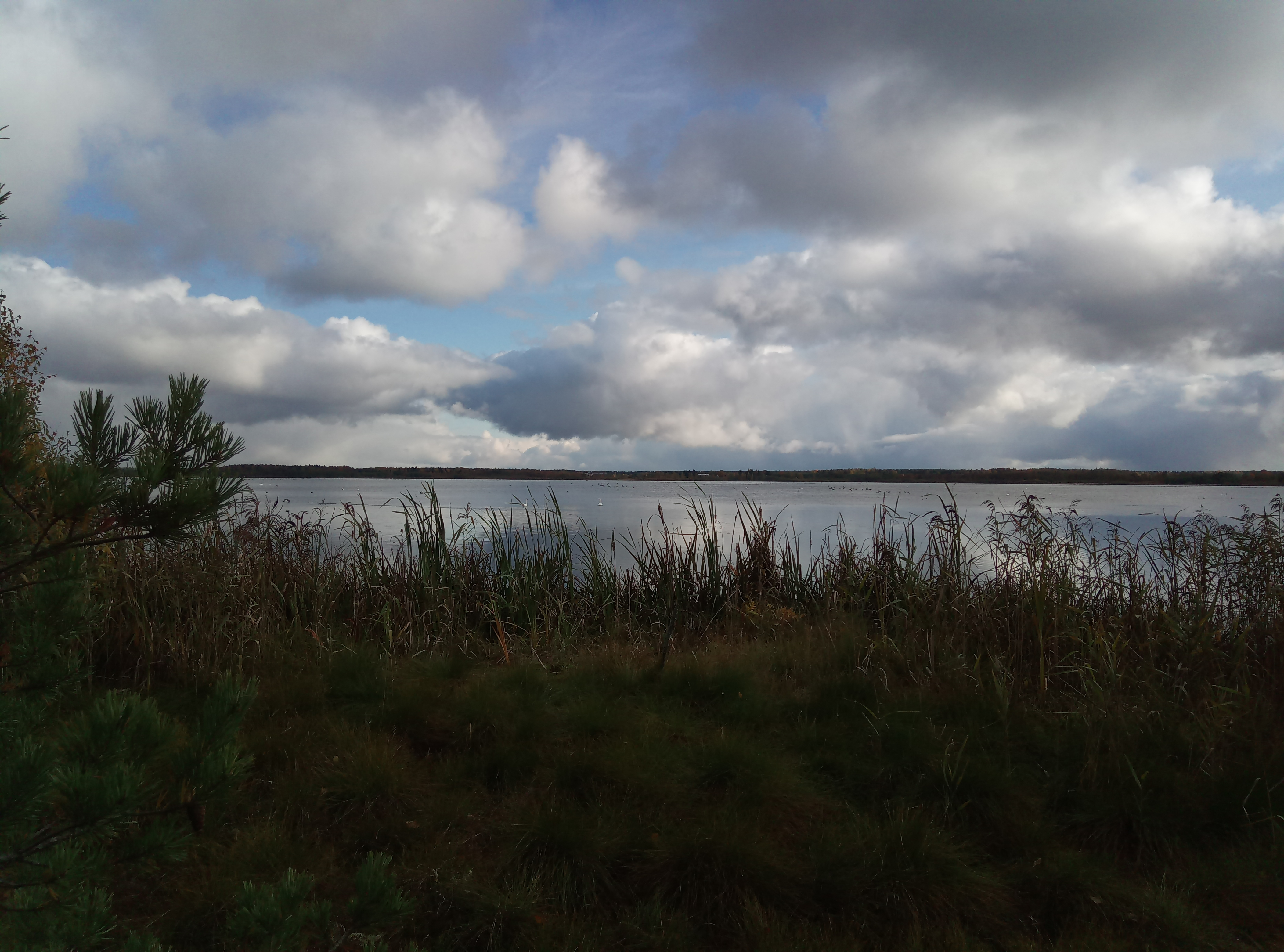
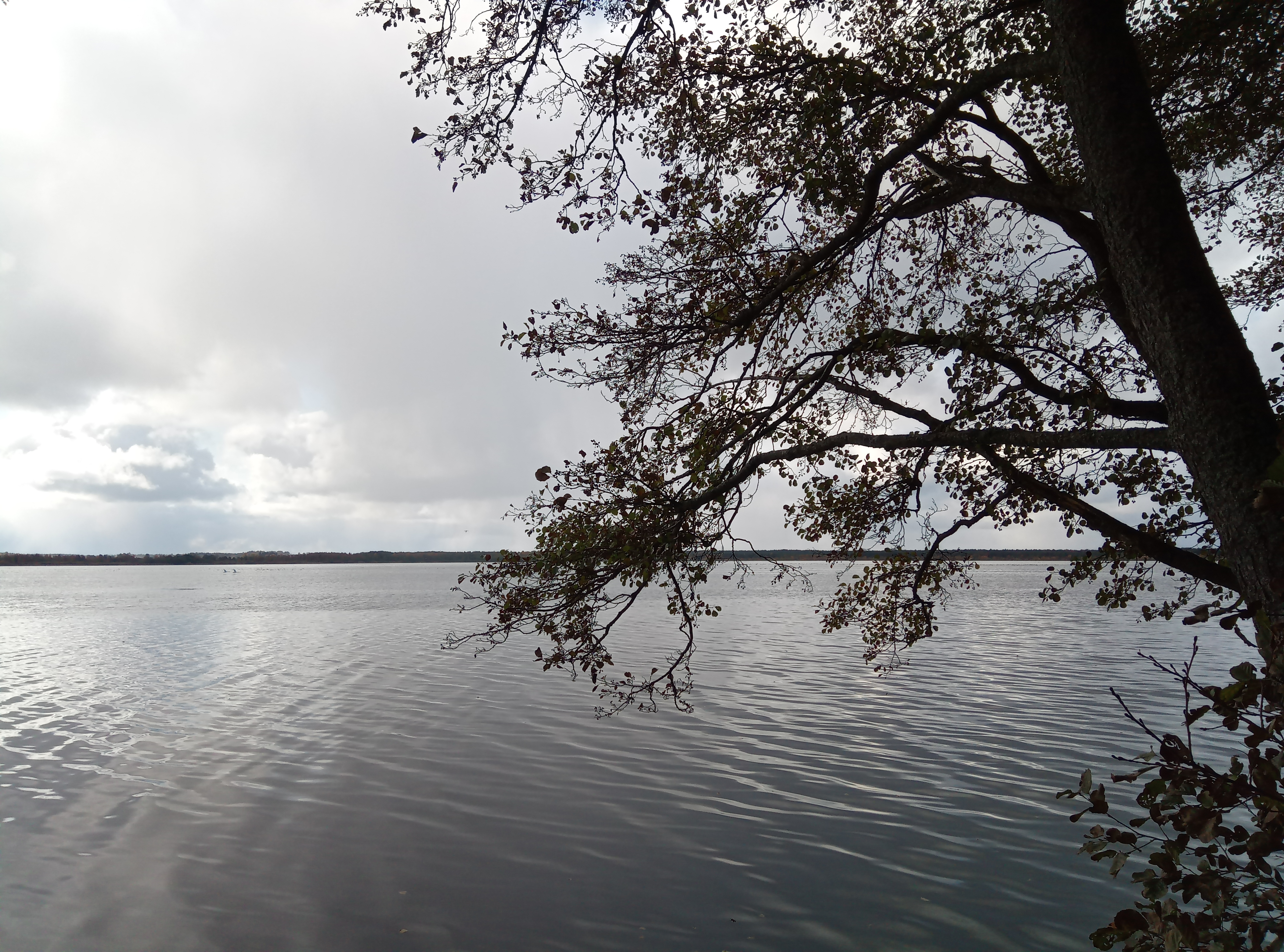